# Waka
Waka (japansk: 和歌; waka eller yamato-uta) er en klassisk form for japansk poesi. I begyndelsen var det et bredt begreb for japansk poesi, som adskilte sig fra den i Japan almindelige kinesiske digtform kanshi. Flere varianter af waka har forekommet. De vigtigste to er tanka (短歌, "kort sang") og chōka (長 歌, "langt digt"), men der findes ydermere bussokusekika, sedoka og katauta. De sidstnævnte tre former gik imidlertid ud af brug i begyndelsen af Heian-perioden, og chōka forsvandt kort efter. Således blev begrebet waka efterhånden synonymt med tanka. Det, som de alle havde til fælles: at de er opbyggede af enheder i 5 eller 7 mora (de korteste betydningsbærende enheder i sproget, ikke sjældent kortere end stavelser). Denne opbygning gør, at waka traditionelt ikke haft noget begreb af rim. I stedet er mora(連) og frasen (句) det vigtige.

## Varianter

### Tanka
Tanka består af blot fem enheder, normalt på formen 5-7-5/7-7, 5-7-5 hedder kami-no-ku ("øvre frase") og 7-7 hedder shimo-no-ku ("nedre frase").Allerede i slutningen af Asuka-perioden skabte waka-poeter som Kakinomoto Hitomaro tanka som selvstående værker. Tanka var egnet til at udtrykke personers liv og følelser.

### Chōka
Chōka var hofpoesi fra 700-tallet og består af en serie 5-7-grupper efterfulgt af en 5-7-7-afslutning. En chōka i formatet 5-7 5-7 5-7 5-7-7, det vil sige bestående af vekslende linjer med fem og syv stavelser og ender med en ekstra linje med syv stavelser. Den genfindes i antologien Manyōshū, hvis hovedemner er kærlighed, sorg (især i anledning af andres død). Den korteste, som eksisterer, er 7 linjer lang, den længste har 150 linjer. Choka var højtideligt nok til at udtrykke dybe, alvorlige følelser, når de omhandlede en betydningsfuld begivenhed
Eksempel:
| 瓜食めば     | Uri hameba        | Når jeg spiser meloner        |
| 子ども思ほゆ | Kodomo omohoyu    | Kommer mine børn mig i hu;    |
| 栗食めば     | Kuri hameba       | Når jeg spiser kastanjer      |
| まして偲はゆ | Mashite shinowayu | Bliver længslen endnu værre.  |
| 何処より     | Izuku yori        | Hvor kommer de fra,           |
| 来りしものそ | Kitarishi monoso  | Flimrende for mine øjne.      |
| 眼交に       | Manakai ni        | Gør mig hjælpeløs             |
| もとな懸りて | Motona kakarite   | Endeløst nat efter nat.       |
| 安眠し寝さぬ | Yasui shi nasanu  | Uden at lade mig sove i fred? |

### Mindre almindelige varianter

#### Bussokusekika
Denne form findes indristet på en skiferplade - Bussokuseki (stensilhouet af Buddhas fødder) - ved Yakushi-ji-templet i Nara, og den forekommer også med i Man'yōshū. Mønsteret er 5-7-5-7-7-7.

#### Sedoka
I antologierne Man'yōshūog Kokin Wakashu genfindes dette mønster, som er 5-7-7-5-7-7.

#### Katauta
I antologien Man'yōshū forekommer denne form. Katauta betyder "halv sang" på japansk, og mønsteret er 5-7-7, nøjagtig som en halv del af Sedoka.

### Renga
Renga er poesi, hvor to eller flere poeter levererede vekselvise dele af et digt. Renga-formen begyndte som en sammensætning af en enkelt tanka (et traditionelt femlinjedigt) af to personer og var et populært tidsfordriv, også i afsidesliggende landdistrikter. Antologien Kin'yō-shū (ca. 1125) var den første kejserlige antologi, som inkluderede Renga, som på den tid ganske enkelt var tanka udført af to poeter, en som levererede de tre første linjer med fem, syv og fem stavelser, og den anden de sidste to af syv stavelser hver. Den første poet gav ofte uklare eller endda modsigende detaljer for at gøre det sværere for den anden at gøre digtet forståeligt og, om muligt, opfindsomt. Disse tidlige eksempler var tan renga (kort renga) og var generelt lette i tonen. Formen udvikledes efterhånden, idet et skel blev trukket mellem ushin renga (seriøs renga), som fulgte konventionerne ved hoffet og mushin renga eller haikai (komisk renga) som bevidst brød konventionerne i ordforråd og digtning.

## Poetisk kultur
Der fandtes to typer af waka-fester: Utakai og Utaawase. Utakai var en fest, hvor alle deltagere skrev en waka og reciterede den. Utakai forekom ved lejligheder, hvor folk samledes, så som en sæsonfest for nytåret eller en fest for et nyfødt barn, en fødselsedag eller fx et nybygget hus. Utaawase var en konkurrence mellem to hold. Temaerne blev fastlagte, og en poet som valgtes af hvert hold, skrev en waka over et givet tema. Værten udpegede en dommer for hvert tema og gav point til det vindende hold. Den første Utaawase, som kendes, blev afholdt omkring år 885. I begyndelsen var Utaawase helt enkelt en leg eller form for underholdning, men i takt med, at den poetiske tradition fordybedes og udvikledes, blev det en alvorlig æstetisk konkurrence med betydeligt mere formalitet.